# Хаса, Луис
Луис Хаса (итал. Luis Hasa; родился 6 января 2004, Сора) — итальянский футболист, полузащитник клуба «Наполи».

## Клубная карьера
Уроженец Соры (Лацио), Хаса выступал за юношескую команду клуба «Сан-Доменико Савио». В семилетнем возрасте присоединился к футбольной академии «Ювентуса».

## Карьера в сборной
Выступал за сборные Италии до 18 и до 19 лет.
В июле 2023 года помог итальянцам выиграть чемпионат Европы среди юношей до 19 лет.

## Личная жизнь
Родился в Италии в семье выходцев из Албании.

## Достижения
Сборная Италии
- Чемпион юношеского чемпионата Европы (до 19 лет): 2023